# جمینای ۹-آ

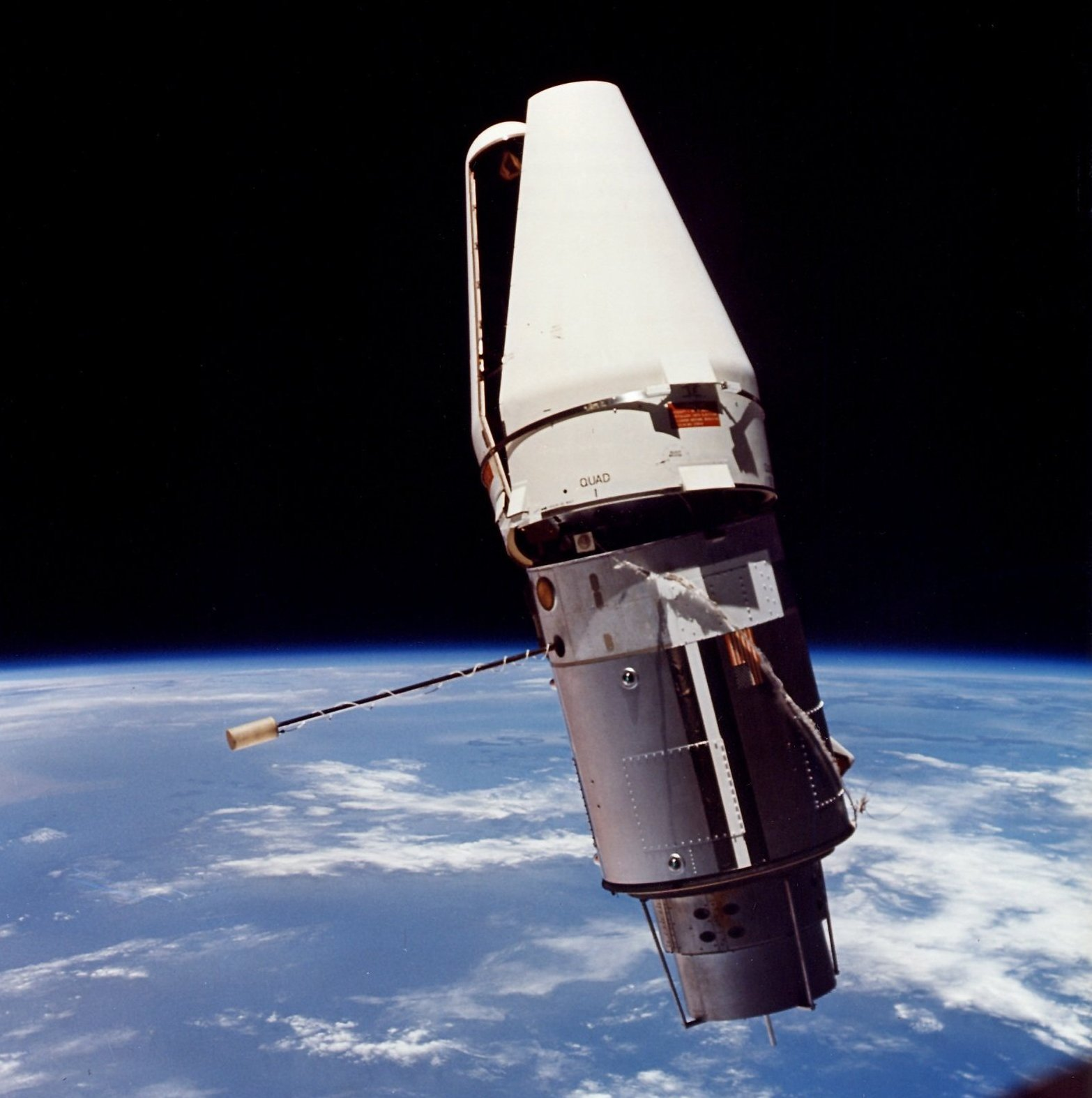
فضاپیمای جمینای ۹-آ در مدار

جمینای ۹-آ (به انگلیسی: Gemini 9A) یکی از مأموریت‌های فضایی ناسا بود. جمینای ۹-آ هفتمین مأموریت سرنشین‌دار در پروژه جمینای بود.
این مأموریت ناسا در ۱۷ مه ۱۹۶۶ انجام شد و دو فضانورد داشت.
هدف این مأموریت نیز همانند مأموریت جمینای ۸، اتصال به فضاپیمای بی‌سرنشین آگینا بود، ولی به خاطر کارکرد نادرست راکت اطلس جمینای ۹آ نتوانست به مدار حول زمین برسد.
گردونه جمینای ۹-آ در مرکز فضایی کندی در فلوریدای آمریکا در معرض نمایش قرار دارد.

## نگارخانه

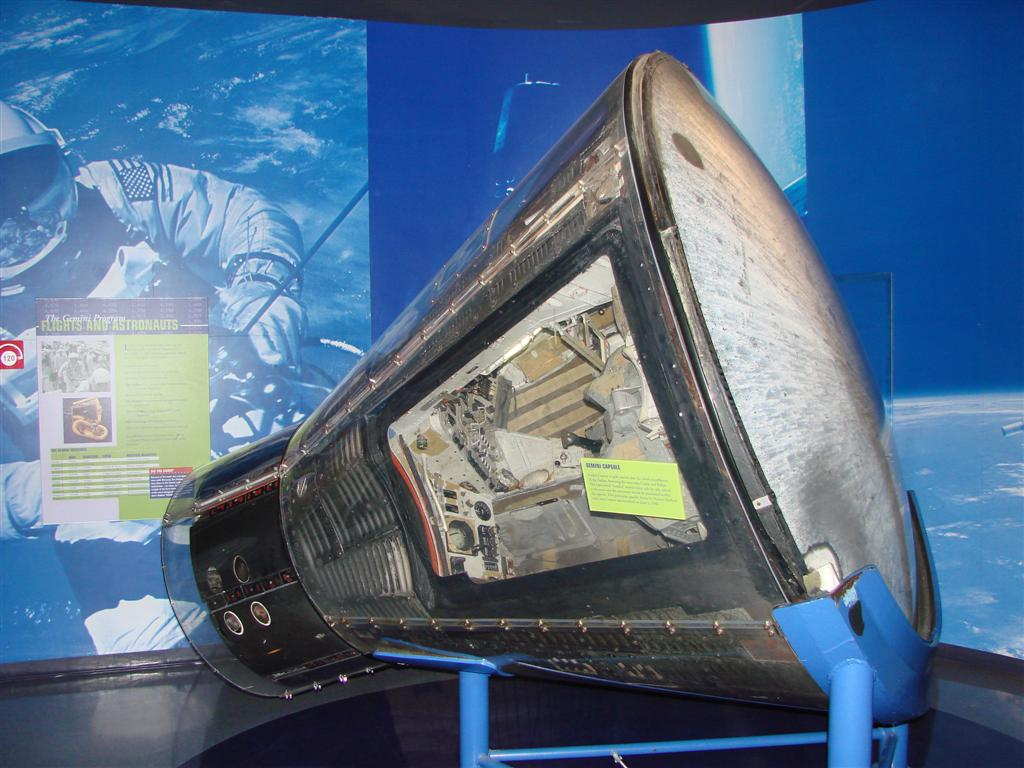
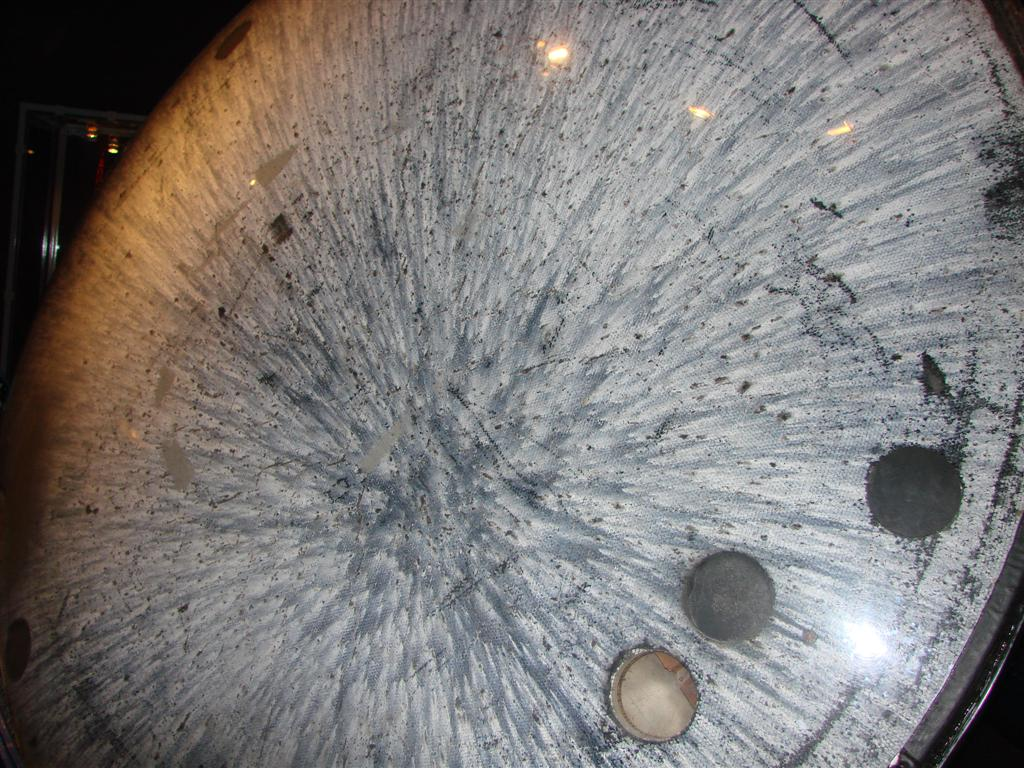